# بحيرة تشيكاموس
بحيرة تشيكاموس هي بحيرة في منتزه مقاطعة غاريبالدي على المشارف الجنوبية الشرقية لبلدية منتجع ويسلر بكولومبيا البريطانية. تبلغ مساحتها 5.7 كم2 (2.2 ميل2). وهو امتداد لنهر تشيكاموس العلوي، حيث يدخله النهر من طرفه الشرقي ويخرج من طرفه الغربي. في عام 2005، تسرب 40 ألف لتر من هيدروكسيد الصوديوم إلى نهر تشيكاموس، وهو بئر أسفل مجرى البحيرة، نتيجة لخروج قطار من السكك الحديدية الوطنية الكندية عن مساره.